# Tangmar de Hildesheim
Tangmar de Hildesheim (em latim: Thangmarus Hildesheimensis; em alemão:  Thangmar ou Thankmar; m. depois de 1022) foi um cronista alemão do século XI.

## Vida
Tangmar aparece nas fontes já como diretor da escola catedrática de Hildesheim. Numa data posterior, tornou-se deão da catedral e, acumulando as funções de notário e bibliotecário, ocupava uma posição muito importante. Ele se distinguiu tanto como acadêmico quanto estadista; ensinou os bispos Bernardo de Hildesheim (Bernward), Meinwerk de Paderborn e Beno de Meissen, além do imperador Henrique II. Tangmar exercia grande influência sobre seu ex-aluno Bernardo e grande parte dos assuntos da diocese eram na realidade dirigidos por ele.
Em 1000, Tangmar foi com o Bernardo a Roma e foi enviado várias à corte imperial como representante do bispo para acertar assuntos importantes pois era tido em grande estima pelo imperador Otão III.

## Obras
Depois da morte de Bernardo em 1022, Tangmar escreveu um relato da ativa e diversificada vida do bispo, uma biografia para a qual ele já vinha juntando material e que ele provavelmente já tinha escrito os dez primeiros capítulos antes entre 1008 e 1013. Ele foi testemunha de muitos dos eventos relatados e teve papel ativo em todos os mais importantes. Como ele próprio diz, Bernardo confiava nele como uma criança confia no pai e, consequentemente, a "Vita Bernwardii" é uma das melhores biografias da Idade Média, além de ser uma das mais valiosas fontes autoritativas para um importante período da história da Alemanha.
Ele demonstra grande afeição pelo bispo falecido e escreveu uma narrativa simples, sem artifícios retóricos e verdadeira. É apenas no relato da disputa entre o arcebispo de Hildesheim e o arcebispo de Mainz pela jurisdição de Gandesheim que Tangmar parece às vezes tomar partido de Bernardo. As edições da obra são:
- "Monumenta Germaniae Historica: Scriptores", IV, 757-782;
- Migne, "Patrologia Latina", CXL, 393-436.